# Estádio Municipal Coronel Aroldo
A mais nova praça esportiva do Município de Luís Eduardo Magalhães, Bahia, o estádio com capacidade para 5.000 pessoas, foi construído na gestão do atual prefeito Humberto Santa Cruz. O Estádio Municipal Coronel Aroldo, o Aroldão, será utilizado em 2013 pela equipe Serrano Futball Club de Vitória da Conquista com a parceria da prefeitura de LEM.
“Este é um grandioso projeto de inclusão social que vai dar oportunidades aos nossos jovens. Luís Eduardo será a capital do esporte na Bahia”, enfatiza o prefeito.
A partida inaugural entre Serrano Sport Club x Selecionado do Oeste Baiano, teve resultado de um a zero para o Serrano, com o gol do camisa 6, Souza (ex-morador de Luís Eduardo, mais conhecido como Gel), aos 48 minutos do segundo tempo.